# Pfarrkirche Niederkreuzstetten

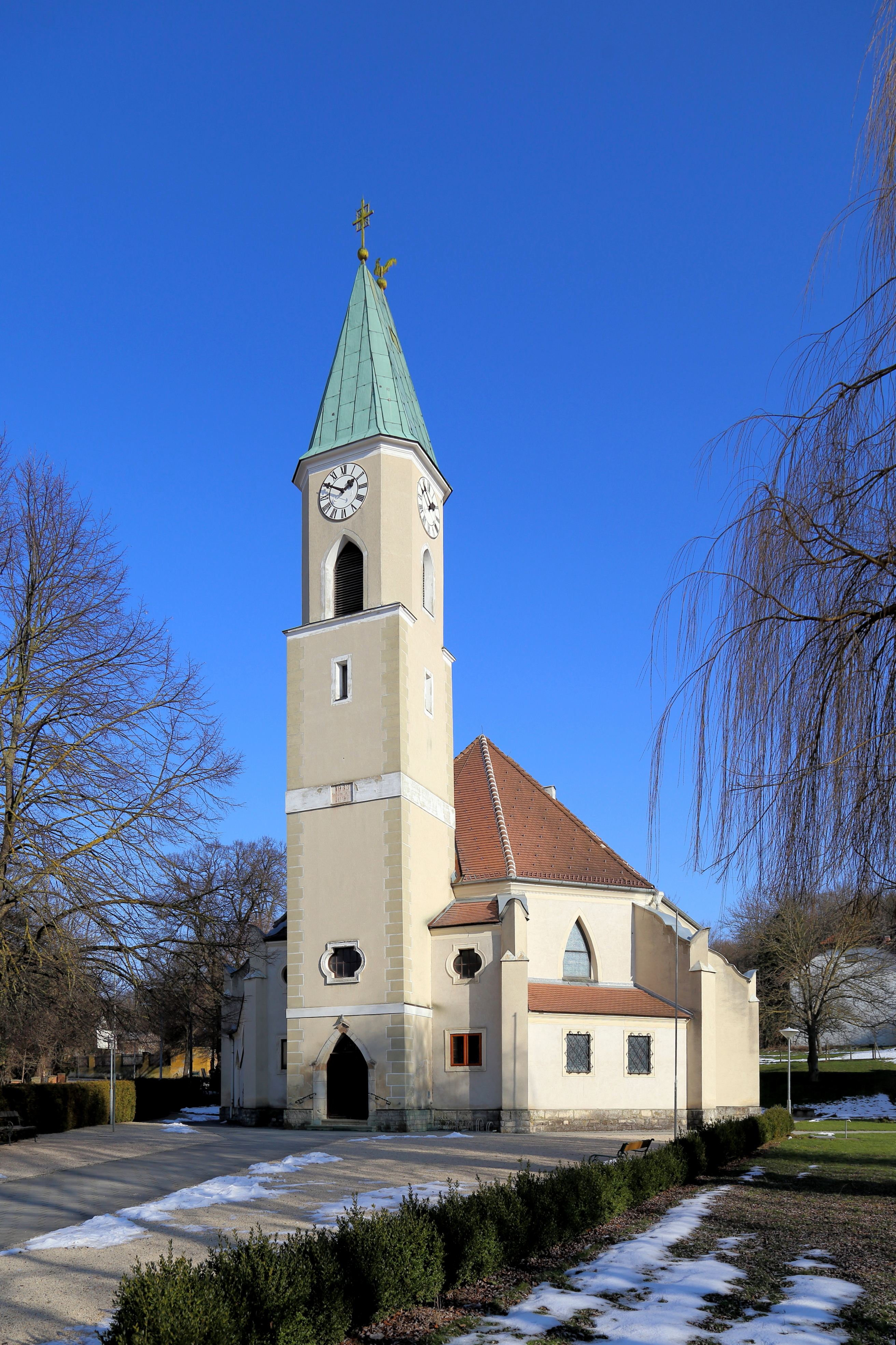
Kath. Pfarrkirche hl. Jakobus der Ältere in Niederkreuzstetten

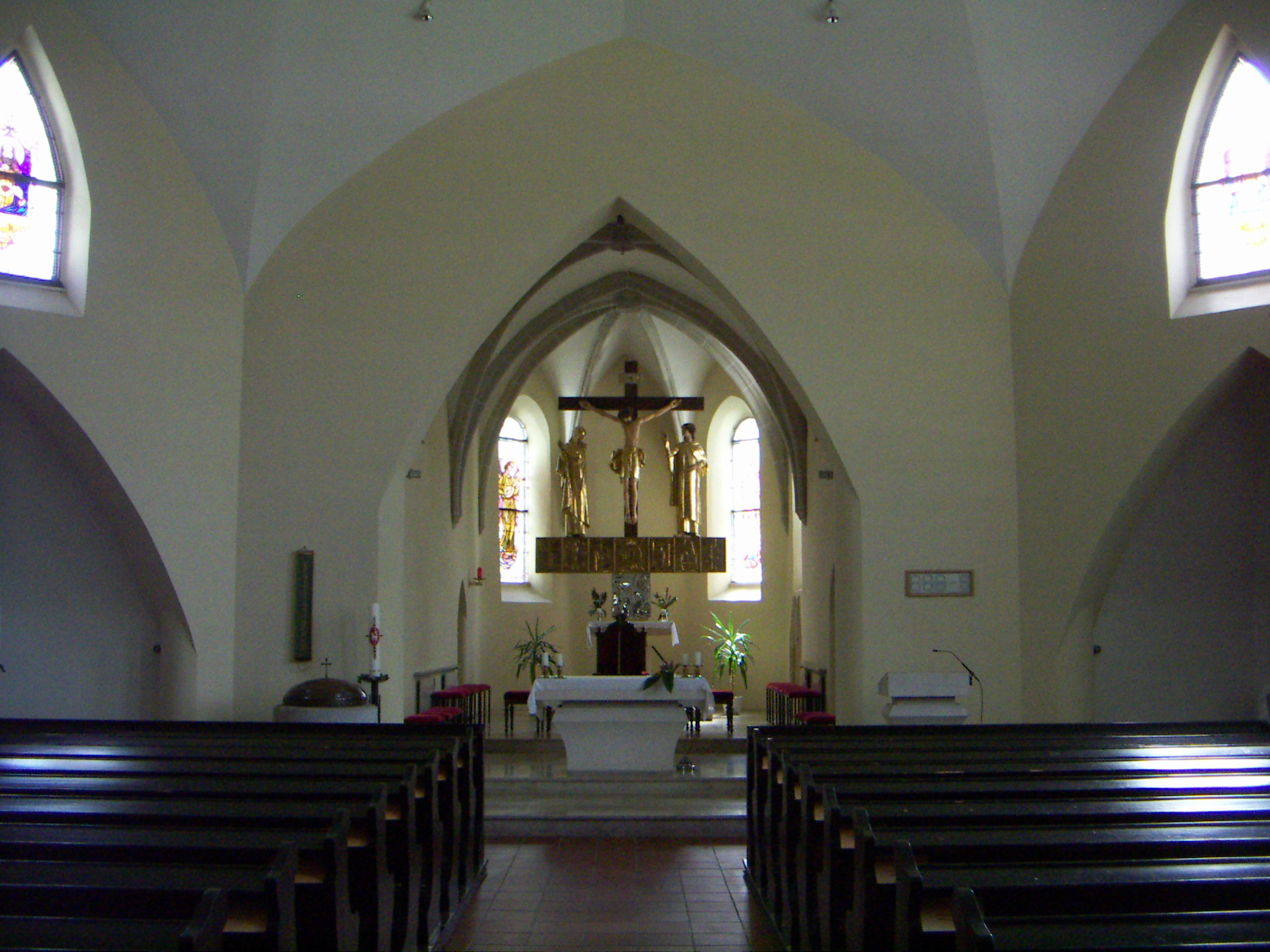
Neues achteckiges Langhaus mit Tonnengewölbe und tiefen Stichkappen zum gotischen kreuzrippengewölbten Chor (2009)

Die Pfarrkirche Niederkreuzstetten steht beim Ostrand der Ortschaft Niederkreuzstetten in der Gemeinde Kreuzstetten im Bezirk Mistelbach in Niederösterreich. Die auf das Patrozinium Jakobus der Ältere geweihte römisch-katholische Pfarrkirche gehört zum Dekanat Wolkersdorf im Vikariat Unter dem Manhartsberg der Erzdiözese Wien. Die Kirche steht unter Denkmalschutz (Listeneintrag).

## Geschichte
Die Kirche am Ostrand von Niederkreuzstetten wurde 1207 als Pfarrkirche genannt. Der gotische Chor wurde im 15. Jahrhundert erbaut. Das Langhaus und der Turm wurde 1923 nach den Plänen des Architekten Karl Holey errichtet.

## Architektur
Der polygonal geschlossene Chor hat Strebepfeiler mit Pultdächern und Spitzbogenfenster. Das Langhaus über einem achteckigen Grundriss mit Strebepfeilern und Spitzbogenfenstern hat im Westen und Norden niedere ringförmige Anbauten. Der dem Langhaus vorgestellte Westturm ist über dem Portal mit 1667, 1923 und 1933 bezeichnet, das Glockengeschoß besitzt Eckabschrägungen, Rundbogenfenster und ein Zeltdach. Am Chor im Norden ist ein barocker Anbau einer Sakristei, im Süden ein neuer Sakristeianbau.
Der einjochige Chor mit Fünfachtelschluss hat ein Kreuzrippengewölbe mit reliefierten Schlusssteinen Rosette und Stern. In der Chorsüdwand ist eine gekuppelte Sessionsnische mit spitzem Dreieckgiebel und Maßwerk. Das Langhaus hat ein Tonnengewölbe mit tief einschneidenden Stichkappen und hat zum Chor einen spitzbogigen eingezogenen Triumphbogen. Das nördliche Seitenschiff unter einer Stichkappentonne ist mit drei Spitzbogenarkaden zum Langhaus geöffnet. Die Orgelempore auf zwei sechsseitigen Pfeilern ist kreuzgratunterwölbt. Die barocke Sakristei hat ein Kreuzgratgewölbe.

## Ausstattung
Der Hochaltar mit freistehender Mensa und einer Kreuzigungsgruppe im Hintergrund ist aus der Mitte des 20. Jahrhunderts.
Die Orgel baute 1941 Johann M. Kauffmann.